# Rue du Pont-Saint-Jaime
Pour les articles homonymes, voir Rue du Pont.
La rue du pont Saint-Jaime est une voie publique de la commune française de Grenoble. Située dans le quartier Notre-Dame, un des quartiers les plus anciens de la ville, réaménagé en zone semi-piétonne.
Cette rue, très ancienne, abrite la Tour de Sassenage, tour de guet médiévale essentiellement constituée de briques, édifiée au XIIIe siècle.

## Situation et accès

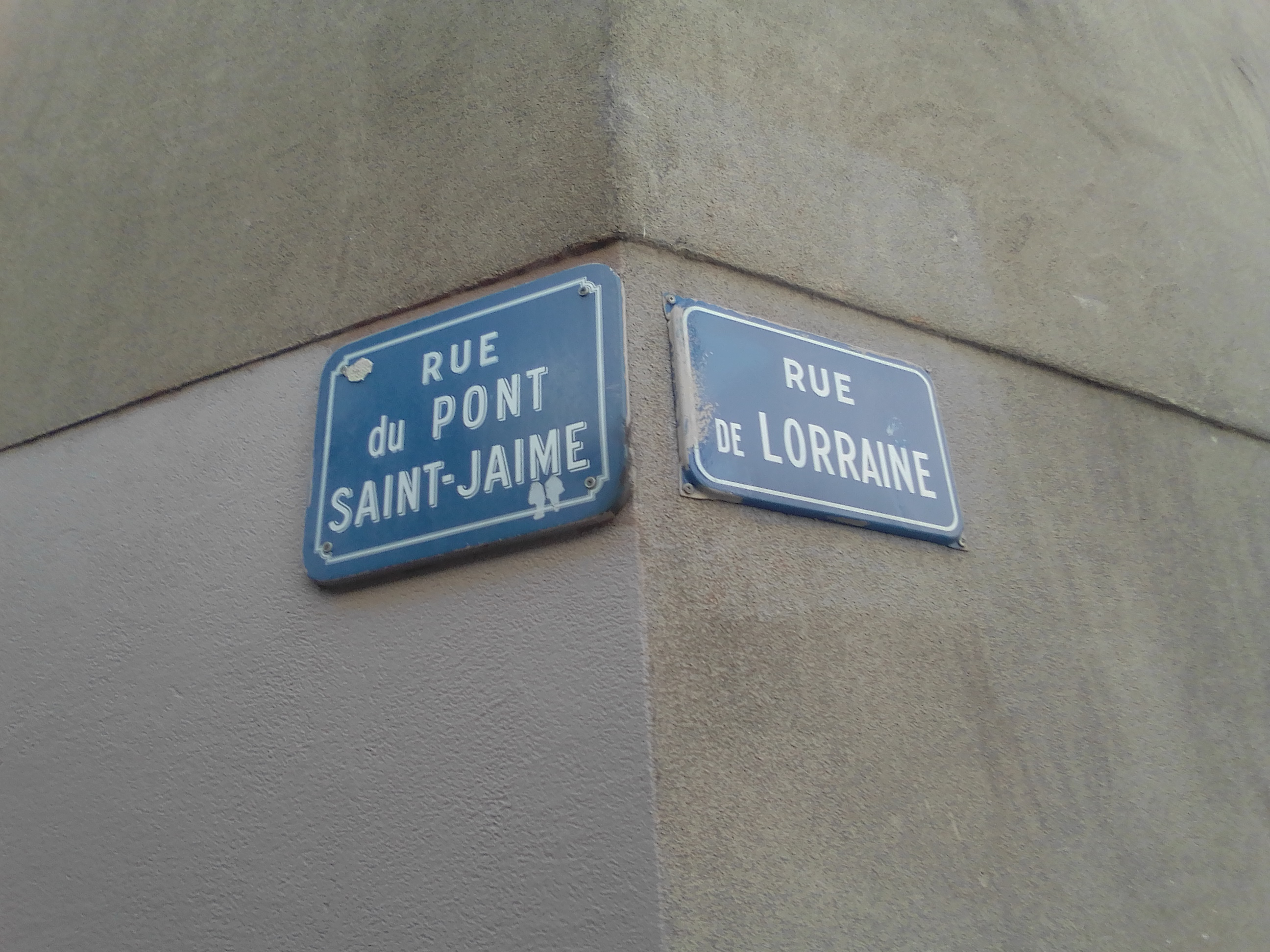
Angle de la rue du pont-Saint-Jaime et de la rue de Lorraine à Grenoble

### Situation et description
Cette voie courte et assez étroite, devenue semi-piétonne dans les années 2010, débute rue Chenoise et se termine place de Lavalette, non loin du musée de Grenoble.

### Accès

#### À pied
La rue, à la circulation automobile limitée aux riverains est accessible aux passants depuis n'importe quel point de ce quartier et du quartier Saint-Laurent, situé de l'autre côté de l'Isère.

#### Transport public
La rue du Pont Saint-Jaime est principalement desservie par les lignes B et D du réseau de tramway de l'agglomération grenobloise. La station la plus proche (située à moins de deux cents mètres) se dénomme Notre-Dame Musée.

## Origine du nom

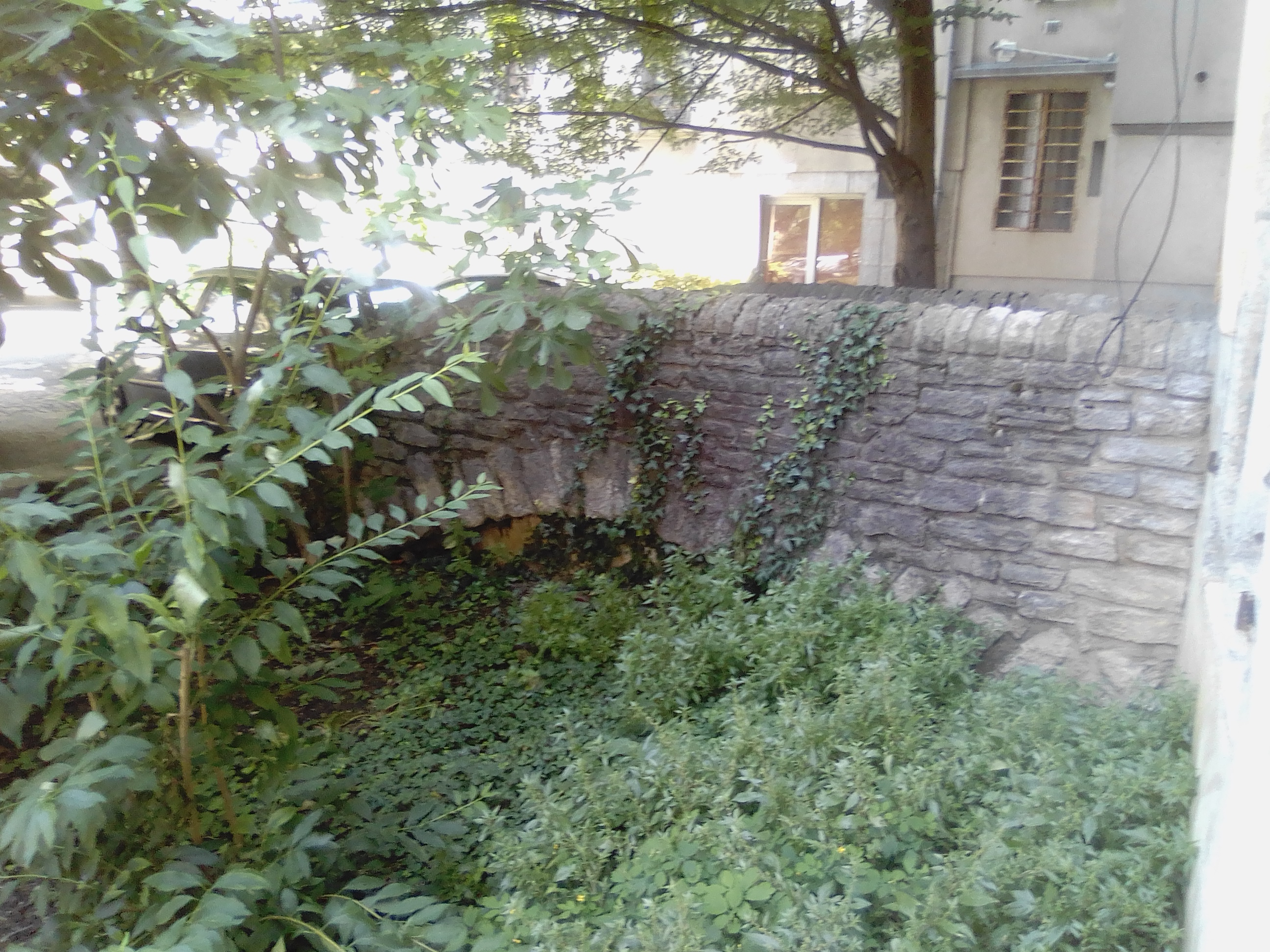
Ancien pont sur le Verdaret

Tout d'abord dénommée rue Saint-Jacques, puis par corruption, rue Saint Jaime avant de devenir rue du pont Saint-Jaime car elle enjambait le
ruisseau du Verdaret, affluent de l'Isère, qui fut comblé petit à petit,.

## Historique
En 1329, Jacques de Die, dit Lappe, donna à la ville une maison et un jardin situés dans cette rue pour y fonder l'hôpital Saint-Jacques La Confrérie Saint Jacques s'installa sur ce pont Saint Jayme où se trouvait une chapelle Saint Jacques servant de gîte et d'hôpital pour les pèlerins de passage. L'établissement fut fondé le 11 janvier de cette même année, créant ainsi un des plus anciens établissements hospitaliers de la ville  (avec  l'hôpital Saint-Antoine) dont les archives de la ville aient gardé une trace.
La Confrérie des Pénitents blancs de Grenoble firent l'acquisition de la Maison Saint-Jaime en avril 1634 et prirent en charge la gestion et l'organisation de l'hôpital Saint-Jacques mais s'installèrent quelque temps plus tard dans l'ancien couvent des Dominicains.
La rue sera baptisée, au fil du temps, de nombreux noms; rue de l'Île, rue Saint-Jacques, rue de la Citadelle (durant la révolution française), puis rue Saint-Jaime.

## Bâtiments remarquables et lieux de mémoire

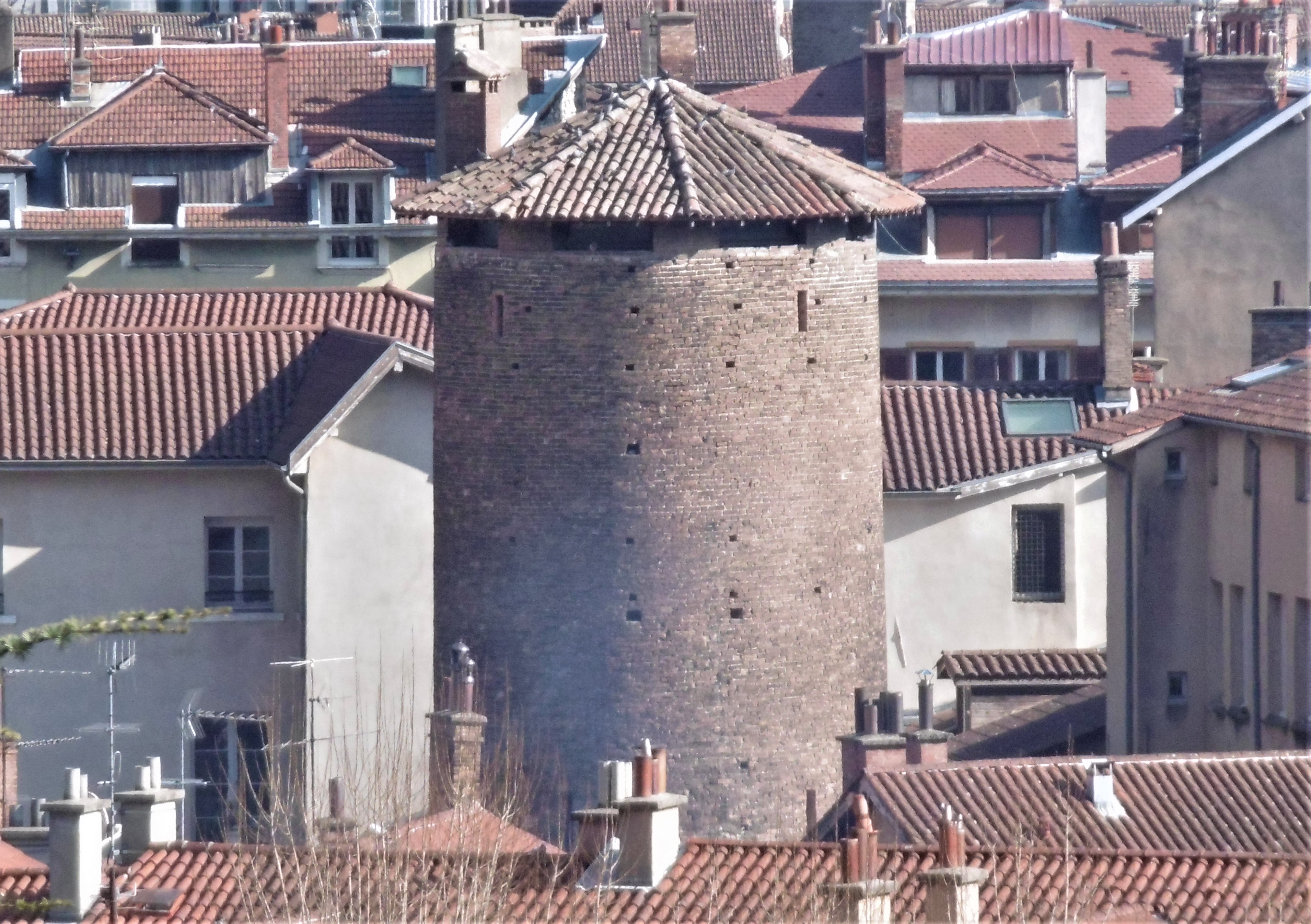
Tour de Sassenage depuis la montée de Chalemont

### Tour de Sassenage
Autrefois dénommée « Tour du Verdaret », la tour de Sassenage est une ancienne tour de guet médiévale d'une hauteur de 22 mètres, plaque fixée sur un mur au niveau du n°5 de la rue, correspondant à l'entrée de l'hôtel de Montal. Elle a été édifiée au XIIIe siècle par la famille Chaulnais avant de devenir la possession de la famille de Sassenage.